# Висла (гандбольный клуб)
«Висла» (пол. Sekcja Piłki Ręcznej Wisła Płock Spółka Akcyjna, SPR Wisła Płock) — польский мужской гандбольный клуб из Плоцка. Выступает в чемпионате Польши. Прозвище — «Нефтяники». Входит в число 20 сильнейших клубов Европы по рейтингу ЕГФ (2020 года).

## История
Клуб был основан в 1964 году. В высшем дивизионе польского гандбола дебютировал в 1975 году. Взлёт команды относится к концу 1980-х годов. С 1990 года клуб ни разу не опускался ниже третьего места в чемпионате страны.
В 2010-х годах регулярно занимал второе место в чемпионате Польши, уступая «Виве Кельце».

## Достижения
Чемпионат Польши
- : 1995, 2002, 2004, 2005, 2006, 2008, 2011, 2024, 2025
- : 1992, 1993, 1996, 1997, 1999, 2000, 2001, 2003, 2007, 2009, 2012, 2013, 2014, 2015, 2016, 2017, 2018, 2019, 2020, 2021, 2022, 2023
- : 1990, 1991, 1994, 1998, 2010

Кубок Польши
- :  1992, 1995, 1996, 1997, 1998, 1999, 2001, 2005, 2007, 2008, 2022, 2023, 2024
- : 2003, 2004, 2006, 2011, 2012, 2013, 2014, 2015, 2016, 2017, 2019, 2025

Кубок ЕГФ
- Четвертьфинал (1) - 1994

Кубок обладателей Кубков ЕГФ
- Четвертьфинал (1) - 1997

Кубок Белгазпромбанка
- : 2012